# ديفيد هولت (لاعب كرة قدم)
ديفيد هولت (بالإنجليزية: David Holt)‏ (3 يناير 1936 بغلاسكو في المملكة المتحدة - ) هو لاعب كرة قدم بريطاني في مركزي الدفاع والظهير، شارك في الألعاب الأولمبية الصيفية 1960. وشارك مع منتخب اسكتلندا لكرة القدم ومنتخب بريطانيا العظمى تحت 23 سنة لكرة القدم. أما مع النوادي، فقد لعب مع نادي بارتيك ثيسل وهارت أوف ميدلوثيان ورابطة كرة القدم الاسكتلندية الحادية عشر ‏ ونادي كوينز بارك.

## وصلات خارجية
- ديفيد هولت على موقع الاتحاد الإسكتلندي (الإنجليزية)
- ديفيد هولت على موقع قاعدة بيانات كرة القدم.إي يو (الإنجليزية)
- ديفيد هولت على موقع أوليمبيديا (الإنجليزية)